# Lac Avranches
Lac Avranches är en sjö i Kanada.   Den ligger i regionen Nord-du-Québec och provinsen Québec, i den östra delen av landet, 600 km norr om huvudstaden Ottawa. Lac Avranches ligger 344 meter över havet. Arean är 0,66 kvadratkilometer. Den sträcker sig 1,0 kilometer i nord-sydlig riktning, och 0,9 kilometer i öst-västlig riktning.
Trakten runt Lac Avranches är nära nog obefolkad, med mindre än två invånare per kvadratkilometer.